# Lewan Mikadze
Lewan Mikadze (gruz. ლევან მიქაძე, ros. Леван Микадзе, ur. 13 września 1973 w Suchumi) – gruziński piłkarz występujący na pozycji obrońcy lub pomocnika.

## Kariera klubowa
Mikadze to wychowanek klubu Gorda Suchumi. Grał także w gruzińskich klubach Egrisi Senaki, Cchumi Suchumi i Odiszi Zugdidi. W sezonie 1997/98 był zawodnikiem Pogoni Szczecin, w której występował na pozycji pomocnika. W polskiej I lidze rozegrał 16 meczów. 6 maja 1998 w Ostrowcu Św. reprezentował Gwiazdy Zagraniczne Ligi Polskiej w meczu towarzyskim Reprezentacja Ligi Polskiej – Gwiazdy Zagraniczne Ligi Polskiej 2:0. Z Pogoni odszedł do Dinamo Tbilisi, z którym w sezonie 1998/99 zdobył mistrzostwo Gruzji. Później występował w Lokomotiwi Tbilisi, by w 2000 roku po raz kolejny wyjechać z Gruzji – tym razem na Ukrainę, gdzie grał w CSKA Kijów i do 2004 roku w Krywbasie Krzywy Róg.

## Sukcesy
- mistrzostwo Gruzji: 1998/99